# Noche de los cuchillos largos

La noche de los cuchillos largos (en alemán: Nacht der langen Messer) u Operación Colibrí o purga de Röhm, fue una purga política que tuvo lugar en Alemania entre el 30 de junio y el 1 de julio de 1934, cuando el régimen nazi, dirigido por Adolf Hitler, llevó a cabo una serie de asesinatos políticos. Se puede incluir dentro del marco de actos que realizó el Partido Nacionalsocialista Obrero Alemán para apoderarse de todas las estructuras del Estado alemán. Muchos de los que fueron asesinados esos días pertenecían a las Sturmabteilung (SA), una organización paramilitar nazi. Hitler se opuso a las SA y a su líder, Ernst Röhm, porque percibía la independencia de las SA y la inclinación de sus miembros hacia la violencia callejera como una amenaza contra su poder. Hitler, además, quería el apoyo de los jefes de la Reichswehr, la organización militar oficial de Alemania, que temían y despreciaban a las SA y, en particular, la ambición de Röhm para que las SA absorbieran a la Reichswehr bajo su liderazgo. Hitler usó la purga para atacar o eliminar a los críticos con su régimen, en especial contra aquellos leales al vicecanciller Franz von Papen, y para vengarse de antiguos enemigos.

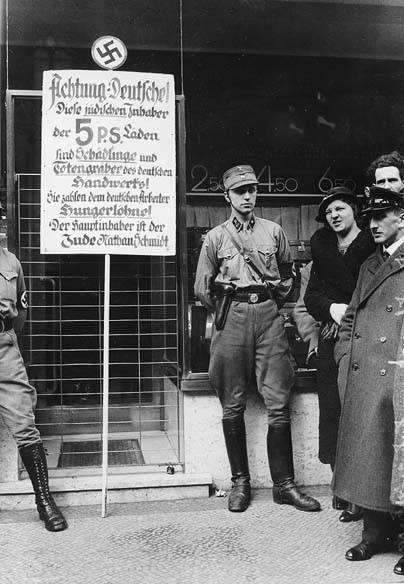
Las Sturmabteilung promovían actos de violencia callejera contra judíos, comunistas y socialistas que eran apoyados por una parte de la población.

Mataron al menos a 85 personas, aunque el número de fallecidos pudo ascender a cientos, y más de mil oponentes al régimen fueron arrestados.
La mayor parte de los asesinatos los llevaron a cabo las SS (Schutzstaffel), un cuerpo de élite nazi, y la Gestapo (acrónimo de Geheime Staatspolizei: ‘policía secreta del Estado’). La purga reforzó y consolidó el apoyo de la Reichswehr a Hitler, aportando fundamentos jurídicos al régimen, ya que las cortes alemanas, para demostrar su lealtad al régimen, pronto dejaron de lado cientos de años de prohibición de ejecuciones extrajudiciales.
Antes de la ejecución, quienes la planearon se referían a ella como «Colibrí» (en alemán: Kolibri), ya que era la contraseña que se usaría para enviar a los escuadrones de ejecución el día elegido. Parece ser que el nombre en clave de la operación fue arbitrario. La frase «noche de los cuchillos largos» en alemán es anterior a esta masacre y se refiere a cualquier venganza. Su origen podría estar en la matanza de los hombres de Vortigern por los mercenarios anglos, sajones y jutos del mito del rey Arturo, que recibió ese nombre. Los alemanes usan el término Röhm-Putsch («Golpe de Röhm») para describir este suceso. Este es el nombre que usaron durante el régimen nazi para indicar que los asesinados tenían que ser eliminados para evitar un golpe de Estado. Muchos autores alemanes suelen entrecomillar este nombre o nombrarlo como el así llamado «Röhm-Putsch».

## Contexto histórico

### Hitler y las Sturmabteilung
El presidente Paul von Hindenburg nombró a Hitler canciller el 30 de enero de 1933. A lo largo de los meses siguientes, durante la llamada Gleichschaltung («Sincronización» en alemán), Hitler logró prohibir todos los partidos políticos rivales de Alemania, y en el verano de ese año, el país se había convertido en un Estado unipartidista bajo el control del partido único, el Partido Nazi. Sin embargo, pese a la rápida consolidación de su autoridad política, Hitler no ejercía el poder absoluto. Como canciller, no lideraba el ejército, que estaba subordinado a Hindenburg, un respetado mariscal que se encontraba débil y senil. Aunque muchos militares estaban impresionados por las promesas de Hitler sobre un ejército mayor y mejor y una política exterior más agresiva, el ejército se mantuvo independiente durante los primeros años del régimen nazi.

Logotipo de las Sturmabteilung.

Las SA, una organización paramilitar, se mantenían autónomas respecto al Partido Nazi. Ésta evolucionó a partir del movimiento de los Freikorps surgido tras la Primera Guerra Mundial. Estas organizaciones del periodo de entreguerras del siglo XX se caracterizaban por su fuerte carácter nacionalista y su anticomunismo; durante la República de Weimar colaboraron con el gobierno en la represión del movimiento obrero y organizaciones izquierdistas, destacaron en acontecimientos como el Levantamiento Espartaquista o el Levantamiento del Ruhr, además de participar en el fallido Golpe de Estado de Kapp contra la joven república. Freikorps. Eran una organización nacionalista compuesta por veteranos alemanes desencantados y enfadados que creían que su gobierno había traicionado a Alemania y los había vendido a los países enemigos al rendirse y aceptar los humillantes términos del Tratado de Versalles. Los Freikorps se opusieron a la nueva República de Weimar. Ernst Röhm era su comandante en Baviera, donde recibió el sobrenombre del Rey de las metralletas de Baviera porque era el responsable de almacenar y repartir metralletas ilegales a las unidades de los Freikorps. Se convirtió en jefe de las SA. Durante las décadas de 1920 y 1930, las SA funcionaron como una milicia privada que Hitler usaba contra reuniones comunistas. Conocidos como «camisas pardas», los miembros de las SA se hicieron muy notables por sus batallas callejeras contra los comunistas. Las confrontaciones entre los dos grupos contribuyeron a la desestabilización del experimento democrático de la Alemania de entreguerras, conocido como República de Weimar. En junio de 1932, uno de los peores meses de violencia política, hubo más de 400 altercados callejeros, con 82 muertes. Esta desestabilización fue crucial en el ascenso de Hitler al poder, sobre todo porque había asegurado que si llegaba a la Cancillería, acabaría con la violencia.
El nombramiento de Hitler como canciller, seguido de la supresión de todos los partidos políticos menos el nazi, redujo, aunque no terminó, la violencia de los camisas pardas. Estos últimos, desprovistos de mítines comunistas que interrumpir y acostumbrados a la violencia, a menudo protagonizaron altercados callejeros. Golpeaban a los viandantes y se enfrentaban a los policías que acudían a terminar con los altercados. En 1933 hubo numerosas quejas del comportamiento de los miembros de las SA; incluso el Ministerio de Exteriores alemán se quejó de los ataques a diplomáticos extranjeros. Este comportamiento molestaba a los elementos más conservadores de la sociedad, como el ejército.
El siguiente movimiento de Hitler fue reforzar su posición con respecto al ejército enfrentándose a sus enemigos, las SA. El 6 de julio de 1933, ante un grupo de oficiales nazis de alto rango, Hitler declaró que, tras el triunfo del nacionalsocialismo en Alemania, debían consolidar el poder. En ese discurso afirmó que «La corriente revolucionaria no se ha detenido, pero debe ser canalizada en el seguro curso de la evolución».
El discurso de Hitler señaló su intención de frenar a las SA, cuyo poder había crecido rápido en los años '30. Este no era un objetivo fácil, ya que las SA habían aportado muchos de los votos que había recibido el Partido Nazi. Las SA registraron un gran crecimiento durante la Gran Depresión, cuando muchos alemanes perdieron la fe en las instituciones tradicionales y habían conseguido llenar de fervor nacionalista y solidario a la clase media. Muchos de sus miembros creían en la promesa del nacionalsocialismo y esperaban que el régimen nazi tomase medidas económicas más radicales, tales como acabar con las grandes fincas de la aristocracia. El hecho de que el gobierno no llevase a cabo tales reformas desilusionó a aquellos que esperaban una revolución económica ligada a la política.

### Conflicto entre el ejército y las SA
La voz más disconforme con la situación y la que pedía con más insistencia la continuación de la revolución alemana era la de Röhm. Como uno de los primeros miembros del partido nazi, Röhm había participado en el Putsch de Múnich, el fallido intento de Hitler de alcanzar el poder por la fuerza en 1923. Era un veterano de la Primera Guerra Mundial que alardeaba de que ejecutaría a doce hombres por cada camisa parda asesinado. Röhm veía la violencia como un medio para alcanzar fines políticos. Pedía a Hitler y al resto de los líderes del partido que iniciasen una reforma a gran escala en Alemania.
No contento con la simple dirección de las SA, Röhm presionó al canciller alemán para que lo nombrase ministro de Defensa, un cargo que ejercía el general Werner von Blomberg. Aunque algunos críticos lo apodaban el «León de Goma» por su devoción a Hitler, Blomberg no era nazi y, por tanto, representaba el nexo de unión entre el ejército y el partido. Blomberg y muchos de sus oficiales fueron reclutados entre la nobleza prusiana y consideraban que los miembros de las SA eran plebeyos que amenazaban el tradicional alto estatus del que gozaban los miembros del ejército en la sociedad alemana.

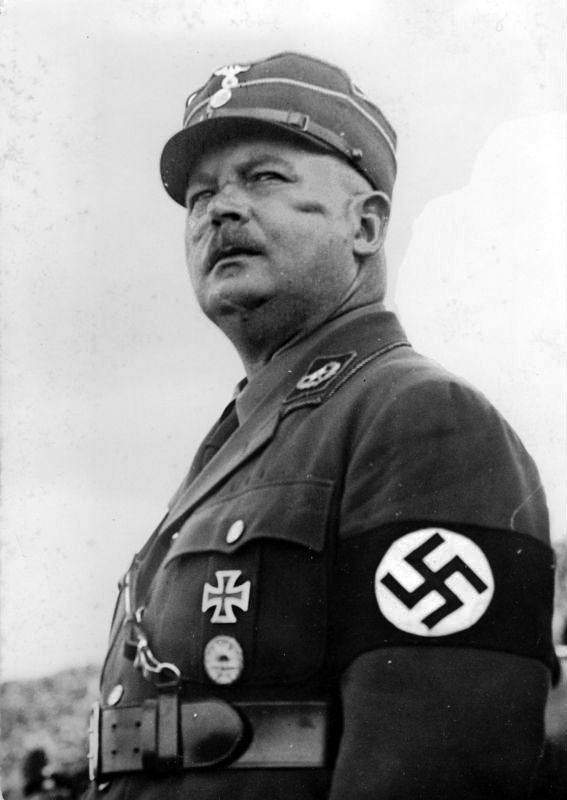
Ernst Röhm fue el principal dirigente de las SA. Sus ambiciones políticas y el recelo que inspiraba en los líderes nazis fueron unos de los principales motivos que llevaron a la «Operación Colibrí».

Si el ejército regular mostraba desagrado por las masas que pertenecían a las SA, muchos camisas pardas sentían la misma aprensión hacia el ejército, ya que no lo veían muy comprometido con la revolución nazi. Max Heydebreck, un líder de las SA en Rummelsburg, denunció al ejército ante sus compañeros, diciéndoles que «Algunos de los oficiales del ejército son unos cerdos. La mayoría de los oficiales son demasiado viejos y necesitan ser reemplazados por jóvenes. Queremos esperar hasta que Papá Hindenburg muera, y entonces las Sturmabteilung marcharán contra el ejército».
Pese a la hostilidad entre los camisas pardas y el ejército, Blomberg y otros militares veían las SA como una fuente de reclutas para un mayor y revitalizado ejército. Röhm, sin embargo, quería eliminar a los aristócratas prusianos de los altos mandos, donde serian a cambio, las SA el centro del nuevo ejército. Limitado por el Tratado de Versalles a 100.000 soldados, los jefes del ejército observaban nerviosos cómo los miembros de las SA sobrepasaban los tres millones de hombres a principios de 1934. En enero, Röhm presentó un memorando a Blomberg en el que pedía que las SA reemplazasen al ejército regular como fuerza nacional y que la Reichswehr se convirtiese en parte de las SA.
En respuesta, Hitler se encontró con Blomberg y los jefes de las SA y las SS el 28 de febrero. Bajo la presión del canciller, Röhm firmó a regañadientes un documento según el cual reconocía y acataba la supremacía de la Reichswehr sobre las SA. Hitler anunció a los presentes que las SA actuarían como fuerza auxiliar del ejército y no al contrario. Después de que Hitler y la mayor parte de los oficiales del ejército hubieran abandonado la sala, Röhm afirmó que no aceptaría órdenes de «ese ridículo cabo», en referencia a Hitler. Aunque Hitler no tomó ninguna acción inmediata contra Röhm por su estallido impertinente, este suceso ahondó la brecha.

### Aumento de la presión contra las SA
Pese al acuerdo con Hitler, Röhm seguía albergando la idea de un nuevo ejército alemán dirigido por las SA. En la primavera de 1934, esta idea entró en conflicto directo con el plan de Hitler de consolidar su poder y ampliar la Reichswehr. Debido a que sus respectivos planes eran contradictorios, Röhm solo podría tener éxito a expensas de Hitler. Como resultado, se produjo una disputa dentro del partido entre Röhm y los más cercanos al canciller, incluidos el líder prusiano Hermann Göring, el ministro de Propaganda Joseph Goebbels, el jefe de las SS, Heinrich Himmler, y el ayudante de Hitler, Rudolf Hess.
Todos estos hombres eran veteranos del movimiento nazi y apoyaban a Hitler por ser su líder. Sin embargo, Röhm continuó mostrando su independencia y su poca lealtad al canciller. La irritación de Röhm por la burocracia del partido molestaba a Hess. La violencia de las SA en Prusia preocupaba en gran medida a Göring, primer ministro prusiano. Para aislar a Röhm, el 20 de abril de 1934, Göring transfirió el control de la policía política de Prusia a Himmler, quien, según creía Göring, sería un buen apoyo contra Röhm. Himmler envidiaba la independencia y el poder de las SA, aunque él mismo a la vez había comenzado la reconversión de las SS, desde un grupo de guardaespaldas de los líderes nazis a un cuerpo de élite leal a él y a Hitler. Esta lealtad se mostró muy útil cuando la cúpula nazi decidió actuar contra Röhm y las SA.

Franz von Papen fue vicecanciller durante los primeros años del régimen nazi, y uno de sus principales críticos.

Las peticiones a Hitler de que limitase el poder de las SA aumentaron. El ala más conservadora del ejército, la industria y el partido pusieron a Hitler bajo presión para que redujese la influencia de las SA y actuase contra Röhm. Lo que más les preocupaba de Röhm eran sus ambiciones políticas, incluso más que su homosexualidad, algo conflictivo para la tendencia nacional-socialista. El 17 de junio, Franz von Papen encabezó estas demandas en un discurso en la Universidad de Marburgo en el que avisaba del peligro de una segunda revolución. Von Papen, un aristócrata católico con lazos con la industria y el ejército, amenazó en privado con dimitir si Hitler no actuaba. Aunque su dimisión como vicecanciller no amenazaba la posición de Hitler, sería, sin embargo, una vergonzosa muestra de discrepancias en del partido.
En respuesta a la presión conservadora, Hitler partió hacia Neudeck para reunirse con Hindenburg. Blomberg, quien se encontraba con el presidente, reprochó a Hitler no haber actuado antes contra Röhm. Le dijo al canciller que Hindenburg se estaba planteando declarar la ley marcial y ceder el gobierno al ejército si Hitler no actuaba contra los camisas pardas. Hitler llevaba meses dudando si enfrentarse o no a Röhm, debido al gran poder de este último como líder de una milicia con tres millones de miembros. Sin embargo, la amenaza de Hindenburg, única persona en Alemania con autoridad para deponerlo, de declarar la ley marcial, fue crucial para que se decidiese. Abandonó Neudeck con la intención de destruir a Röhm y arreglar cuentas pendientes con antiguos enemigos. Tanto Himmler como Göring se alegraron de la decisión de Hitler, ya que tenían mucho que ganar con la caída del líder de las SA: Himmler, la independencia de las SS; Göring, la eliminación de cualquier rival para conseguir el mando del ejército.
Durante la preparación de la purga, tanto Himmler como su ayudante Reinhard Heydrich, jefe del Servicio de Seguridad de las SS, redactaron un expediente con pruebas de que Röhm había recibido de Francia doce millones de marcos para derrocar a Hitler. Los principales oficiales de las SS recibieron el 24 de junio el expediente falsificado, en el que se mostraba cómo pretendía usar Röhm a las SA contra el gobierno, lo que pasó a conocerse como Röhm-Putsch, el Golpe de Röhm. Mientras, Göring, Himmler, Heydrich y Lutze -por órdenes de Hitler- crearon listas de personas pertenecientes y sin vinculación a las SA que querían asesinar. El 27 de junio Hitler se aseguró la cooperación del ejército. Blomberg y el general Walter von Reichenau consiguieron expulsar a Röhm de la Liga de Oficiales Alemanes y pusieron al ejército en alerta. Hitler se sentía seguro en su posición como para acudir a una boda en Essen, aunque apareció agitado y preocupado. Desde allí llamó al adjunto de Röhm en Bad Wiessee y ordenó a los jefes de las SA una reunión con él para el 30 de junio.

## La purga
A las cuatro y media de la mañana del 30 de junio de 1934, Hitler y su entorno volaron a Múnich. Desde el aeropuerto se trasladaron al Ministerio del Interior de Baviera, donde se reunieron con los líderes de las SA responsables de los disturbios que se habían producido la noche anterior. Hitler arrancó las charreteras de la camisa de Obergruppenführer de Schneidhuber, el jefe de la policía de Múnich, por haber fallado en su misión de mantener el orden. Schneidhuber fue ejecutado el día siguiente. Mientras los «camisas pardas» eran conducidos a la cárcel, Hitler reunió a numerosos miembros de las SS y de la policía y fue al Hotel Hanselbauer (actual Lederer am See), en Bad Wiessee, donde Röhm y sus seguidores esperaban.
En Bad Wiessee, Hitler arrestó a Röhm y otros altos cargos de las SA. Según Erich Kempka, uno de los presentes en la redada, Hitler encontró a Röhm con dos detectives portando sendas pistolas con los seguros quitados, y las SS encontraron al líder de las SA de Breslavia, Edmund Heines, en la cama con un soldado de las SA de 18 años. Goebbels hizo hincapié en estos datos en la propaganda posterior para justificar la purga como un golpe a la inmoralidad. Tanto Heines como su compañero fueron asesinados en la habitación en la que fueron descubiertos por orden directa de Hitler. Mientras tanto, las SS arrestaban a un gran número de jefes de las SA cuando bajaban del tren que habían tomado para acudir a la reunión con Röhm. El comandante de las SA en Berlín, Karl Ernst, fue ejecutado por participar en la supuesta conspiración, aunque en ese momento se encontraba en la luna de miel.
El hecho de que no hubiese existido en ningún momento un plan de Röhm para derrocar al régimen no evitó que Hitler denunciase a los líderes de las SA. Al volver a la sede del partido en Múnich, Hitler se dirigió a la gente congregada. Consumido por la rabia, denunció «la peor traición de la historia». El canciller contó a la muchedumbre que «los sujetos indisciplinados y desobedientes y los elementos asociales y enfermos serían inhabilitados». El gentío, que incluía a numerosos miembros de las SA que habían conseguido escapar de las detenciones, aplaudieron estas palabras. Hess, entre la multitud, se ofreció para disparar a los traidores. Goebbels, quien había estado con Hitler en Bad Wiessee, puso en marcha la última fase del plan. Cuando volvió a Berlín, telefoneó a Göring y le dijo la palabra clave, Kolibri, para ordenar la salida de los escuadrones de ejecución en busca de sus víctimas desprevenidas.

### Contra los conservadores y los antiguos enemigos
El régimen no se limitó a purgar las SA. Habiendo encerrado antes en prisión o exiliado a los más destacados líderes socialdemócratas y comunistas, Hitler aprovechó la ocasión para actuar contra los conservadores, en los que consideraba que no podía confiar. Entre ellos figuraban el vicecanciller von Papen y los de su círculo más cercano. En Berlín, una unidad armada de las SS irrumpió en la vicecancillería por orden de Göring. Oficiales de la Gestapo que acompañaban a este grupo de las SS dispararon al secretario de von Papen, Herbert von Bose, sin molestarse en arrestarlo primero. La Gestapo no se detuvo y posteriormente ejecutó a Edgar Jung, el autor del discurso de von Papen en Marburgo y se deshicieron de su cuerpo enterrándolo en una zanja. La Gestapo también mató a Erich Klausener, el líder de Acción Católica, muy cercano a von Papen. El vicecanciller fue arrestado asimismo pese a sus protestas de que él no podía ser detenido. Aunque Hitler ordenó que fuese puesto en libertad pocos días después, von Papen no volvió a atreverse a criticar al régimen nazi.
Hitler, Göring y Himmler también enviaron a la Gestapo contra sus enemigos personales. Kurt von Schleicher, el canciller que había precedido a Hitler, y su mujer fueron asesinados en su casa, como también lo fueron Gregor Strasser, presidente del NSDAP hasta 1925, que había enfadado a Hitler al salirse del partido en 1932, y Gustav Ritter von Kahr, el antiguo staatskomissar (comisario de Estado) de Baviera que acabó con el golpe de Estado de 1923. La muerte de von Kahr fue especialmente cruel: su cuerpo fue hallado en un bosque fuera de Múnich; había sido golpeado con picos hasta la muerte. El asesinato incluyó, al menos, una víctima accidental: Willi Schmid, el crítico de música del Münchner Neuste Nachrichten, un periódico de Múnich. La Gestapo lo confundió con Ludwig Schmitt, un antiguo seguidor de Otto Strasser, el hermano de Gregor Strasser. Esta ola de violencia desmedida fue uno de los motivos por los que se temía a la Gestapo como policía secreta nazi.

### El asesinato de Röhm
El líder de las SA fue retenido brevemente en la prisión Stadelheim de Múnich, mientras Hitler decidía qué le sucedería. Por un lado, los servicios prestados al régimen nazi estaban a su favor, y, por otro, no podía permanecer en la cárcel indefinidamente y un juicio público podría abrir una investigación sobre la purga. Al final Hitler decidió que Röhm debía morir. El 1 de julio, a instancias de Hitler, Theodor Eicke, comandante del campo de concentración de Dachau, y el oficial de las SS Michael Lippert visitaron a Röhm. Una vez dentro de la celda de Röhm, le tendieron una pistola cargada y le dijeron que tenía diez minutos para suicidarse o que ellos lo harían por él. Röhm objetó que «si tenía que morir, que lo hiciese Hitler en persona». Al no haber oído ningún disparo en el tiempo acordado, volvieron a la celda y lo encontraron de pie y con el pecho desnudo, desafiándolos. Lippert le disparó a quemarropa.

## Consecuencias

Hitler triunfante pasa revista a los miembros de las SA con motivo del congreso del partido en Núremberg en 1935, algo que el Führer hacía continuamente.

Como la purga había costado la vida a tantos alemanes importantes, fue imposible mantenerla en secreto. En un principio, sus ideólogos no se pusieron de acuerdo en cómo manejar el asunto. Göring ordenó a la policía quemar todos los documentos relacionados con la masacre.
Goebbels, por su parte, intentó evitar que los periódicos publicasen las listas de muertos, aunque el 2 de julio usó la radio para describir cómo Hitler había evitado que Röhm y Schleicher diesen un golpe de Estado y llevasen al país al caos. El 13 de julio, Hitler justificó la purga en un discurso retransmitido a nivel nacional al ejército:

En esta hora yo era responsable de la suerte de la nación alemana, así que me convertí en el juez supremo del pueblo alemán. Di la orden de disparar a los cabecillas de esta traición y además di orden de cauterizar la carne cruda de las úlceras de los pozos envenenados de nuestra vida doméstica para permitir a la nación conocer que su existencia, la cual depende de su orden interno y su seguridad, no puede ser amenazada con impunidad por nadie. Y hacer saber que en el tiempo venidero, si alguien levanta su mano para golpear al Estado, la muerte será su premio.

Interesado en presentar la masacre como una actuación legal, Hitler consiguió que su gabinete aprobase un decreto el 3 de julio en la que se declaraba que «las medidas tomadas el 30 de junio, el 1 y el 2 de julio para evitar asaltos traicioneros son legales como actos de autodefensa por parte del Estado». El ministro de Justicia del Reich, Franz Gürtner, un conservador que había sido ministro bávaro de Justicia durante la República de Weimar, demostró su lealtad al nuevo régimen redactando el decreto, lo que concedió carácter legal a la purga. Fue convertido en ley por el ministro del Interior, Wilhelm Frick. La «Ley Referente a Medidas de Autodefensa del Estado» legalizaba retroactivamente los asesinatos cometidos durante la purga. La fuerza legal del régimen se hizo más importante cuando el principal jurista de Alemania, Carl Schmitt, escribió un artículo defendiendo el discurso del 13 de julio de Hitler. El artículo se titulaba «El Führer defiende la Ley».

### Reacción
El ejército aplaudió casi por unanimidad el proceso llevado a cabo en la «noche de los cuchillos largos» pese a que supuso la muerte de dos de sus generales, Kurt von Schleicher y Ferdinand von Bredow, ambos notables. El enfermo presidente Paul von Hindenburg, el mayor héroe militar de Alemania, expresó por telegrama su «profunda gratitud». El general Von Reichenau llegó a confirmar en público la mentira de que Von Schleicher conspirara para derrocar al gobierno. El apoyo del ejército a la purga, sin embargo, tuvo numerosas consecuencias a largo plazo. La humillación de las SA puso fin a la amenaza que suponía para la Reichswehr pero, al mantenerse al lado de Hitler durante la purga, vinculó mucho al ejército con el régimen nazi. Un capitán retirado, Erwin Planck, pareció darse cuenta de esto al decirle a su amigo, el general Werner von Fritsch: «si miras sin mover un dedo, sufrirás la misma suerte antes o después». Otra excepción dentro del ejército fue el mariscal de campo August von Mackensen, quien criticó los asesinatos de von Schleicher y Bredow en la reunión anual del Estado Mayor en febrero de 1935.
Sin una prensa independiente que informase sobre la purga, se propagaron rumores sobre la noche de los cuchillos largos. Muchos alemanes escucharon las noticias oficiales, dirigidas por Goebbels, con escepticismo. Sin embargo, muchos otros aceptaron las palabras del régimen y creyeron que Hitler había salvado a Alemania del caos. Luise Solmitz, profesora de Hamburgo, reflejó los sentimientos de muchos cuando escribió en su diario sobre la valentía, decisión y efectividad de Hitler, incluso lo comparó con Federico II el Grande, el legendario rey de Prusia. Otros estaban horrorizados por la escalada de ejecuciones y la relativa permisividad de sus compatriotas. A muchos no se les escapó que la mayoría de las víctimas habían jugado un papel importante en el ascenso de Hitler. La importancia de la masacre y la ubicuidad de la Gestapo llevaron a aquellos que no la aprobaban a guardar silencio.
Hitler nombró a Victor Lutze como sustituto de Röhm al frente de las SA. Le ordenó poner fin a la homosexualidad, al libertinaje y la embriaguez en la organización.Le dijo que terminase con el uso de recursos económicos de las SA en limusinas y banquetes, que consideraba extravagancias del cuerpo. Lutze, un hombre débil, hizo poco por conseguir la independencia de las SA, que fue perdiendo poder. El régimen hizo retirar su nombre de todas las hojas de las dagas decorativas de las SA y sustituirlo por las palabras Blut und Ehre (Sangre y Honor). El número de miembros descendió de 3 millones en 1934 a 1,2 en 1938.
La noche de los cuchillos largos representó el triunfo de Hitler y un punto de inflexión en el gobierno, estableció la figura del canciller como «juez supremo del pueblo alemán», título que Hitler adoptó en 1942. Se suprimieron las leyes que prohibían los asesinatos extrajudiciales. Pese a algunos esfuerzos de algunos fiscales de tomar acciones contra los asesinos, las cuales fueron anuladas, parecía que ninguna ley limitaría a Hitler. La noche de los cuchillos largos sirvió para enviar un claro mensaje al público de que ni los alemanes más destacados eran inmunes al arresto o incluso la ejecución si el régimen los consideraba una amenaza.

## Principales víctimas de la purga

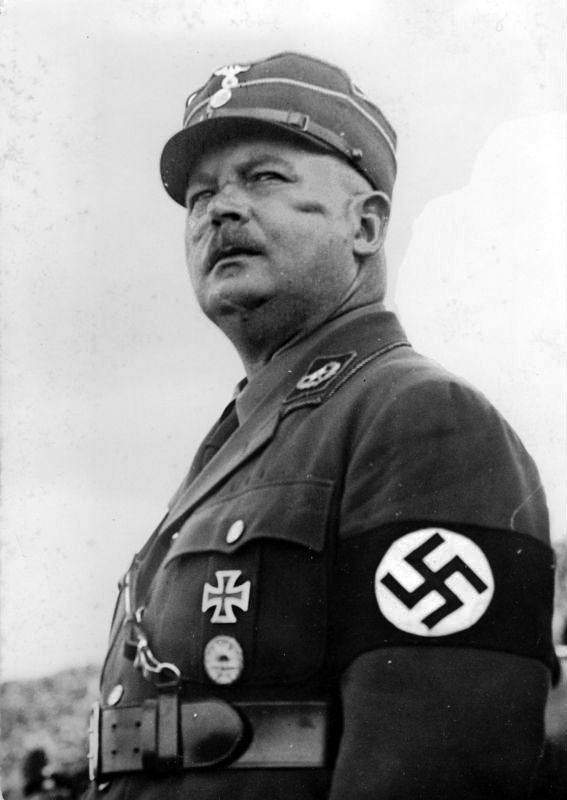
Ernst Röhm General Jefede las SA.
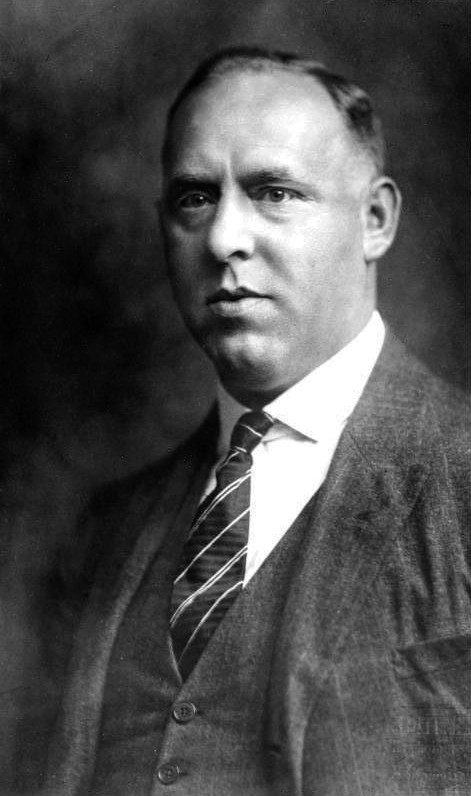
Gregor Strasser Presidente del NSDAP hasta 1925, ambiguo opositor de Hitler.
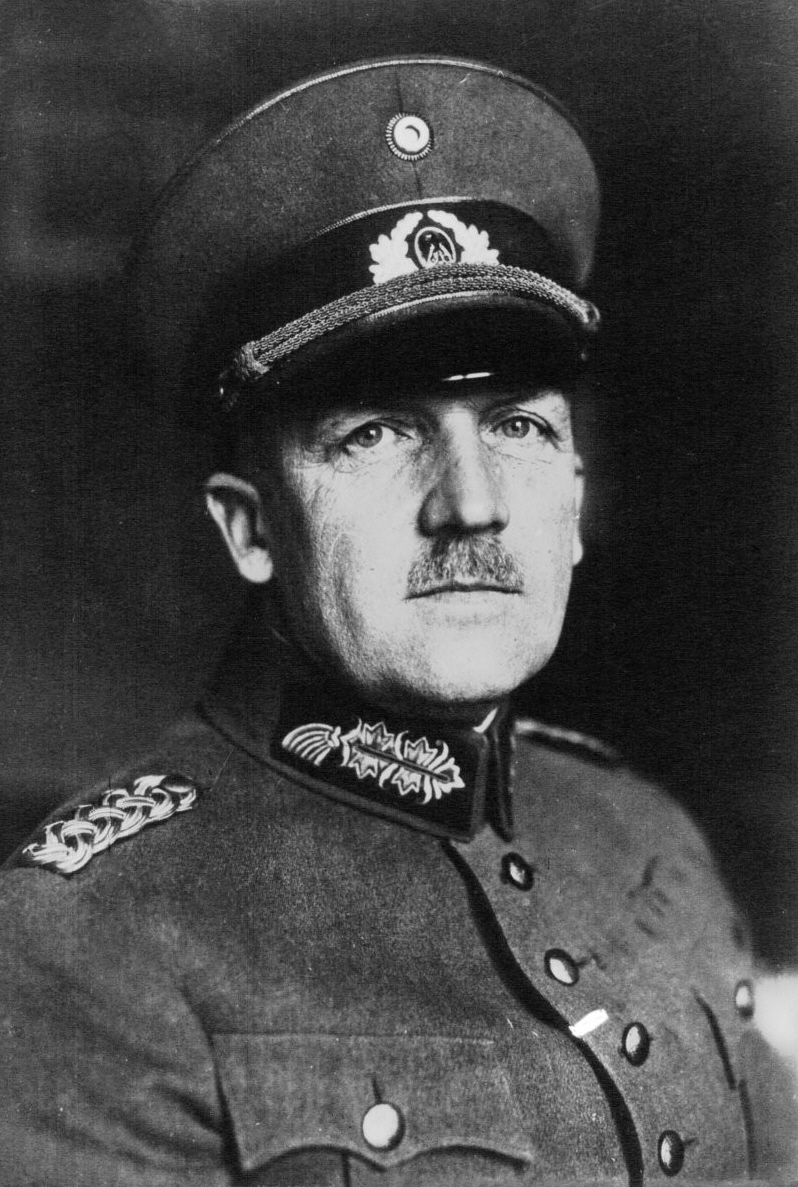
Kurt von Schleicher General des Herees, último canciller del Reichswehr.
Erich Klausener Líder católico, opositor religioso al nazismo.
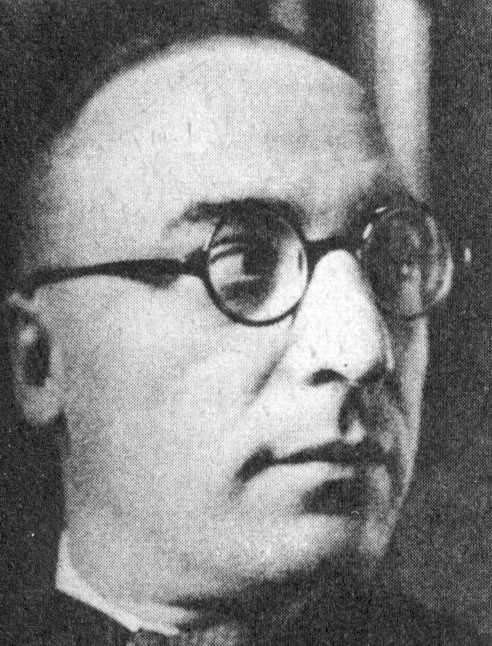
Edgar Jung Abogado y político alemán, colaborador de Franz von Papen.
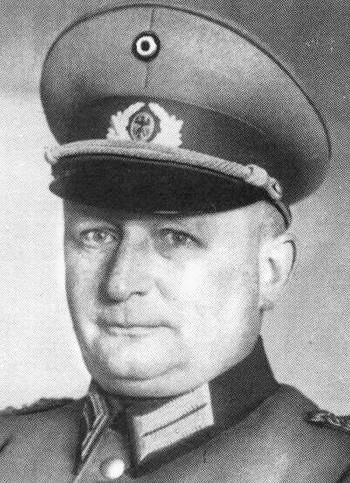
Ferdinand von Bredow, Generalmajor des Herees y exjefe de la Abwehr.
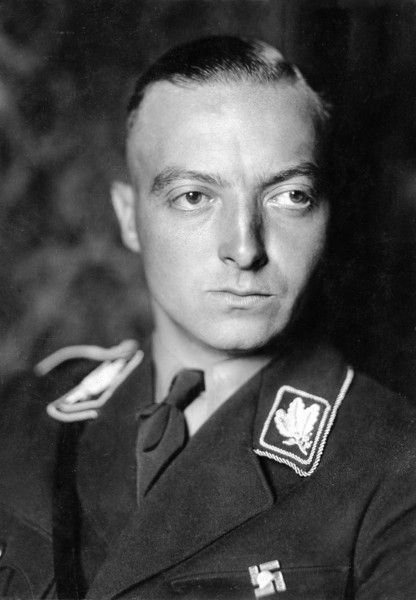
Karl Ernst Gruppenführer de las SA.
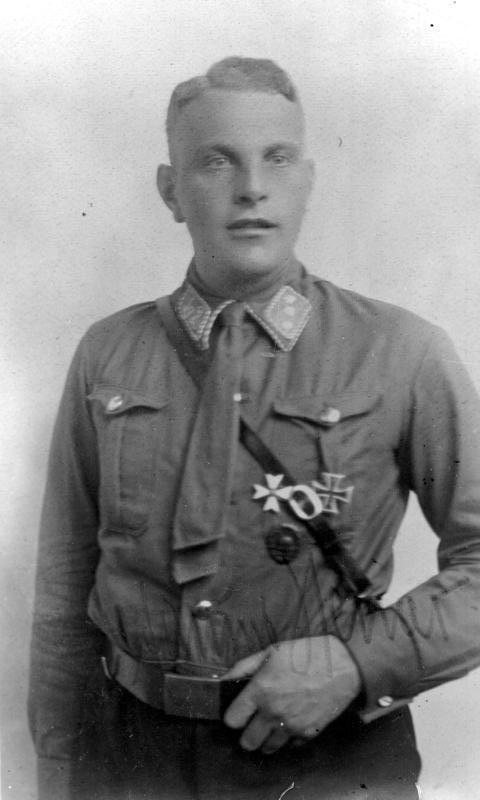
Edmund Heines Gruppenführer de las SA, miembro del Reichstag y jefe de Policía en Breslavia.

## La noche de los cuchillos largos en el cine
Las escenas finales de La caída de los dioses (1969), de Luchino Visconti, recrean el asesinato de miembros de las SA por parte de las SS.